# Шляхова (притока Орелі)
Шляхова — річка в Берестинському районі Харківської області, права притока Орілі (басейн Дніпра).

## Опис
Довжина річки 14 км, похил річки — 2,2 м/км. Формується з декількох безіменних струмків та багатьох водойм. Площа басейну 103 км².

## Розташування
Шляхова бере початок в селі Шляхове. Тече переважно на південний схід у межах населених пунктів Слобожанське, Олександрівка, Парасковія, Новоіванівка і впадає в річку Орілю, ліву притоку Дніпра.